# Naponé
Pour les articles homonymes, voir Naponé (homonymie).
Naponé est une localité située dans le département de Tanghin-Dassouri de la province du Kadiogo dans la région Centre au Burkina Faso.

## Économie
Des carrières sont exploitées sur le territoire de Naponé.

## Santé et éducation
Le centre de soins le plus proche de Naponé est le centre médical (CM) de Tanghin-Dassouri tandis que les hôpitaux se trouvent à Ouagadougou.
Le village possède une école primaire publique.